# Fontane di Roma
Roms fontäner är en orkestersvit av Ottorino Respighi komponerad 1916. Den uruppfördes den 11 mars 1917.
Första satsen skildrar en morgon vid fontänen i Giuliadalen utanför Rom med herdegossar som drar förbi med boskapen och försvinner i morgondimman. I andra satsen jublar tritoner och najader från Tritonfontänen i vild dans under vattenstrålarna. Tredje satsen skildrar Trevifontänen vid middagstid. Ett glatt sjungande tema avbryts plötsligt av fanfarer och Neptunus drar förbi i sin vagn, dragen av sjöhästar och följd av sirener, tritoner och najader. Fjärde satsen målar en aftonstämning vid fontänen i Villa Medici. En lugn melodi hörs över det plaskande vattnet.

## Satser
1. La fontana di Valle Giulia all'Alba
2. La fontana del Tritone al mattino
3. La fontana di Trevi al meriggio
4. La fontana di Villa Medici al tramonto